# Constantin Sotir
Constantin Sotir (n. 1856, Brașov, comitatul Brașov, Regatul Ungariei – d.1949, Brașov, Republica Populară Română) a fost un deputat în Marea Adunare Națională de la Alba Iulia, organismul legislativ reprezentativ al „tuturor românilor din Transilvania, Banat și Țara Ungurească”, cel care a adoptat hotărârea privind Unirea Transilvaniei cu România, la 1 decembrie 1918 .

## Studii
După ce a finalizat școala primară, Constantin Sotir a urmat liceul la Brașov. Studiile universitare le-a făcut la Universalitatea din Budapesta..

## Activitatea politică
Ca deputat în Adunarea Națională din 1 decembrie 1918 a fost delegat al cercului electoral Orăștie-oraș. După 1918, a ocupat funcția primar iar din 9 ianuarie 1919 a fost numit prim-pretor al plasei Orăștie..

## Lectură suplimetară
- Daniela Comșa, Eugenia Glodariu, Maria M. Jude, Clujenii și Marea Unire, Muzeul Național Transilvania, Cluj-Napoca, 1998
- Florea Marin, Medicii și Marea Unire, Editura Tipomur, Târgu Mureș, 1993
- Silviu Borș, Alexiu Tatu, Bogdan Andriescu, (coord.), Participanți din localități sibiene la Marea Adunare Națională de la Alba Iulia din 1 decembrie 1918, Editura Armanis, Sibiu, 2015